# Distretto di Dovžans'k
Il distretto di Dovžans'k (in ucraino Довжанський район?, Dovžans'kij rajon; in russo Должанский район?, Dolžanskij rajon) è uno dei tre distretti amministrativi in cui è divisa la città di Dovžans'k. L'area del rajon è controllata dalla Repubblica Popolare di Lugansk, che continua a utilizzare le vecchie divisioni amministrative dell'Ucraina precedenti al 2020.